# Luca Parmitano
Luca Parmitano född 27 september 1976 i Paternò på Sicilien, är en italiensk astronaut i European Space Agency och pilot i Aeronautica Militare, det italienska flygvapnet.
Han har gjort två resor till Internationella rymdstationen (ISS).
Under en rymdpromenad under Expedition 36 uppstod en vattenläcka i hands rymddräkt. Då vätskors rörelse i viktlöst tillstånd är svår beräknelig, tvingades han akut avbryta rymdpromenaden.

Under Expedition 61 kommer han föra befäl på rymdstationen.

## Rymdfärder
- Sojuz TMA-09M, Expedition 36, Expedition 37
- Sojuz MS-13, Expedition 60, Expedition 61